# Solenodon marcanoi
Solenodon marcanoi (щілинозуб Маркано) — вимерлий ссавець роду щілинозуб. Цей вид був ендеміком Домініканської Республіки. 

## Назва
Вид названий на честь професора Евхеніо де Хесус Маркано Фондера (Eugenio de Jesus Marcano Fondeur, 1923–2003), ботаніка, який написав близько 15 книг, в тому числі одну про отруйні рослини і одну про їстівні рослини Домініканської Республіки.

## Вимирання
Цей вид відомий з недавніх розкопок, що припускає, що вони збереглися до сучасної епохи і їх зникнення настало з прибуттям європейських поселенців. Ввезені пацюки є найімовірнішою причиною зникнення цього виду. Викопні зразки цього виду були знайдені разом з пацючими. Вирубка лісів, збільшення людська діяльність, хижацтво введених котів та псів також були можливими причинами зникнення цього виду.

## Відомості
Цей комахоїдний вид був найменшим з роду Solenondon. Види цього роду зазвичай зустрічаються в лісах, іноді на плантаціях. Протягом дня вони знаходять притулок у печерах, скелястих ущелинах, дуплах дерев, колодах, або норах, які вони риють. Гнізда зазвичай будуються в сезон розмноження. Вони переважно ведуть нічний спосіб життя і харчуються безхребетними, рептиліями, фруктами і овочами.